# Земля Уилкса
Земля Уилкса (англ. Wilkes Land) — часть территории Восточной Антарктиды, лежащая между Землёй Адели и Землёй Королевы Мэри.

## География
Представляет собой поверхность материкового ледникового покрова толщиной более 3 км. Высота ледниковой поверхности на различных участках достигает 1000—2500 м. У побережья есть участки, свободные ото льда (оазисы Бангера, Грирсона, нунатаки, скалы). В некоторых местах есть шельфовые ледники.
Прибрежные участки Земли Уилкса — берега Нокса, Бадда, Сабрины, БАНЗАРЭ и Клари.
Расположенный в пределах Земли Уилкса ледник Киселёва (65°54′ ю.ш., 102°57′ в.д.) назван по фамилии члена экипажа шлюпа «Восток» матроса 1-й статьи Егора Киселёва (ледник открыт и нанесён на карту в 1956 г. Советской Антарктической экспедицией, название присвоено не позже 1959 г.).

## Освоение
Земля была названа Австралийской антарктической экспедицией (1911—1914) в честь руководителя американской экспедиции Чарльза Уилкса, который в 1840 году сделал попытку исследовать побережье Антарктиды в секторе 97°-158° восточной долготы.
На Землю Уилкса официально претендует Австралия, однако по Договору об Антарктике любые территориальные притязания в этой части света с 1961 года бессрочно заморожены.
В 2006 группой под руководством Ральфа фон Фрезе (Ralph von Frese) и Лэрэми Поттса (Laramie Potts) по данным измерений гравитационного поля Земли спутниками GRACE был обнаружен так называемый кратер Земли Уилкса. Существует гипотеза, что это след от удара метеорита, вызвавшего пермско-триасовое вымирание около 250 млн лет назад.

## В культуре
Земля Уилкса упоминается в фильме «Секретные материалы». Туда отправляется Фокс Малдер, чтобы спасти Дану Скалли.